# شهرستان ریپابلیک (کانزاس)
شهرستان ریپابلیک، کانزاس (به انگلیسی: Republic County, Kansas) شهرستانی در ایالات متحده آمریکا است که در کانزاس واقع شده‌است.